# Швајцарска на Европском првенству у атлетици у дворани 1970.
Швајцарска је учествовала на 1. Европском првенству у дворани 1970 одржаном у Бечу, Аустрија, 14. и 15. марта. У првом учешћу на европским првенствима у дворани репрезентацију Швајцарске представљала су четворица спортиста  (2 м и 2 ж) који су се такмичили у 5 дисциплина.
На овом првенству Швајцарска није освојила ниједну медаљу. У табели успешности према броју и пласману такмичара који су учествовали у финалним такмичењима (првих 8 такмичара) Швајцарска је са једним учесником у финалу и 3 бода заузела 19 место од 23 земаља које су имале представнике у финалу.
| Плас. | Земља      | 1. место | 2. место | 3. место | 4. место | 5. место | 6. место | 7. место | 8. место | Бр. финал. - Бод. |
| ----- | ---------- | -------- | -------- | -------- | -------- | -------- | -------- | -------- | -------- | ----------------- |
| 19.   | Швајцарска | −        | −        | −        | −        | −        | 1−3      | −        | −        | 1-3               |

## Учесници
| Бр. | Дисциплина   | Мушкарци      | Жене                               | Укупно |
| --- | ------------ | ------------- | ---------------------------------- | ------ |
| 1.  | 60 м         | Филип Клер    | Елизабет Валдбургер                | 2      |
| 2.  | 60 м препоне |               | Мета Антенен                       | 1      |
| 3.  | скок увис    | Мишел Портман |                                    | 1      |
| 5.  | скок удаљ    |               | Мета Антенен* Елизабет Валдбургер* | 2*     |
|     | Укупно (4)   | 2             | 2                                  | 4      |

- звездицом је означен такмичара који је учествовао у још некој од дисциплина

## Резултати

### Мушкарци
| Атлетичар     | Дисциплина | Лични рекорд | Квалификације | Квалификације | Полуфинале        | Полуфинале        | Финале            | Финале            | Детаљи |
| Атлетичар     | Дисциплина | Лични рекорд | Резултат      | Место         | Резултат          | Место             | Резултат          | Место             | Детаљи |
| ------------- | ---------- | ------------ | ------------- | ------------- | ----------------- | ----------------- | ----------------- | ----------------- | ------ |
| Филип Клер    | 60 м       |              | 6,9           | 2. у гр. 2 КВ | Није завршио трку | Није завршио трку | Није завршио трку | Није завршио трку |        |
| Мишел Портман | скок увис  |              |               |               |                   |                   | 2,05              | 13. / 18          |        |

### Жене
| Атлетичарка         | Дисциплина   | Лични рекорд | Квалификације | Квалификације | Полуфинале            | Полуфинале            | Финале                | Финале       | Детаљи |
| Атлетичарка         | Дисциплина   | Лични рекорд | Резултат      | Место         | Резултат              | Место                 | Резултат              | Место        | Детаљи |
| ------------------- | ------------ | ------------ | ------------- | ------------- | --------------------- | --------------------- | --------------------- | ------------ | ------ |
| Елизабет Валдбургер | 60 м         |              | 7,7           | 5. у гр 1     | Није се квалификовала | Није се квалификовала | Није се квалификовала | 13. / 14     |        |
| Елизабет Валдбургер | скок уудаљ   |              |               |               |                       |                       | 5,90                  | 16. / 17     |        |
| Мета Антенен        | 60 м препоне |              | 8,5           | 3. у гр 1 КВ  | 8,7                   | 5 у 2 пф              | Није се квалификовала | 9. / 13 (14) |        |
| Мета Антенен        | скок удаљ    |              |               |               |                       |                       | 6,36 ЛРС              | 6. / 17      |        |